# Історія Лівії
Лівія - одна з країн Північної Африки, так званого Магрібу. Її історія тісно пов'язана з берберами, а потім і з арабами.

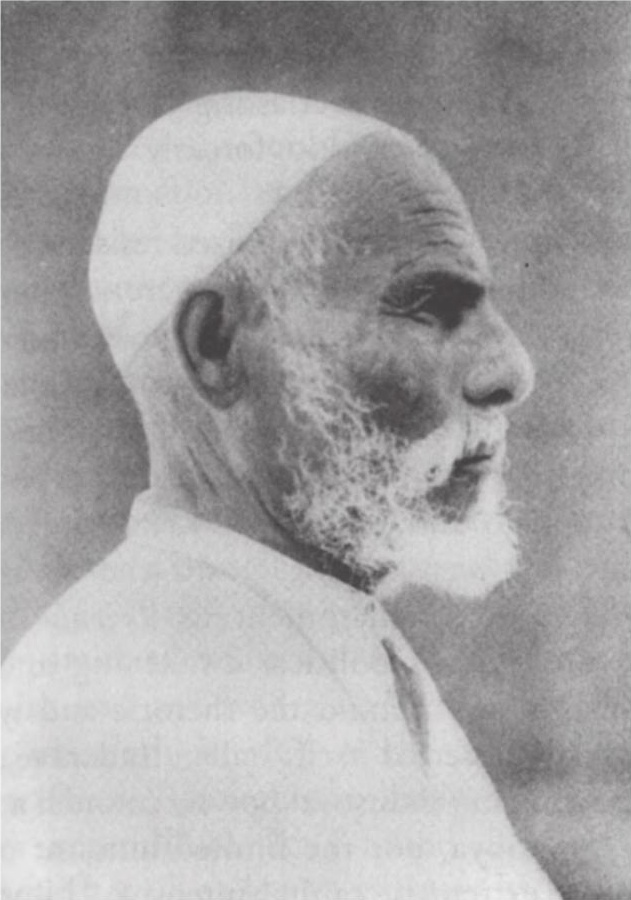
Омар Мухтар (1858–1931) керівник лівійського опору італійським загарбникам

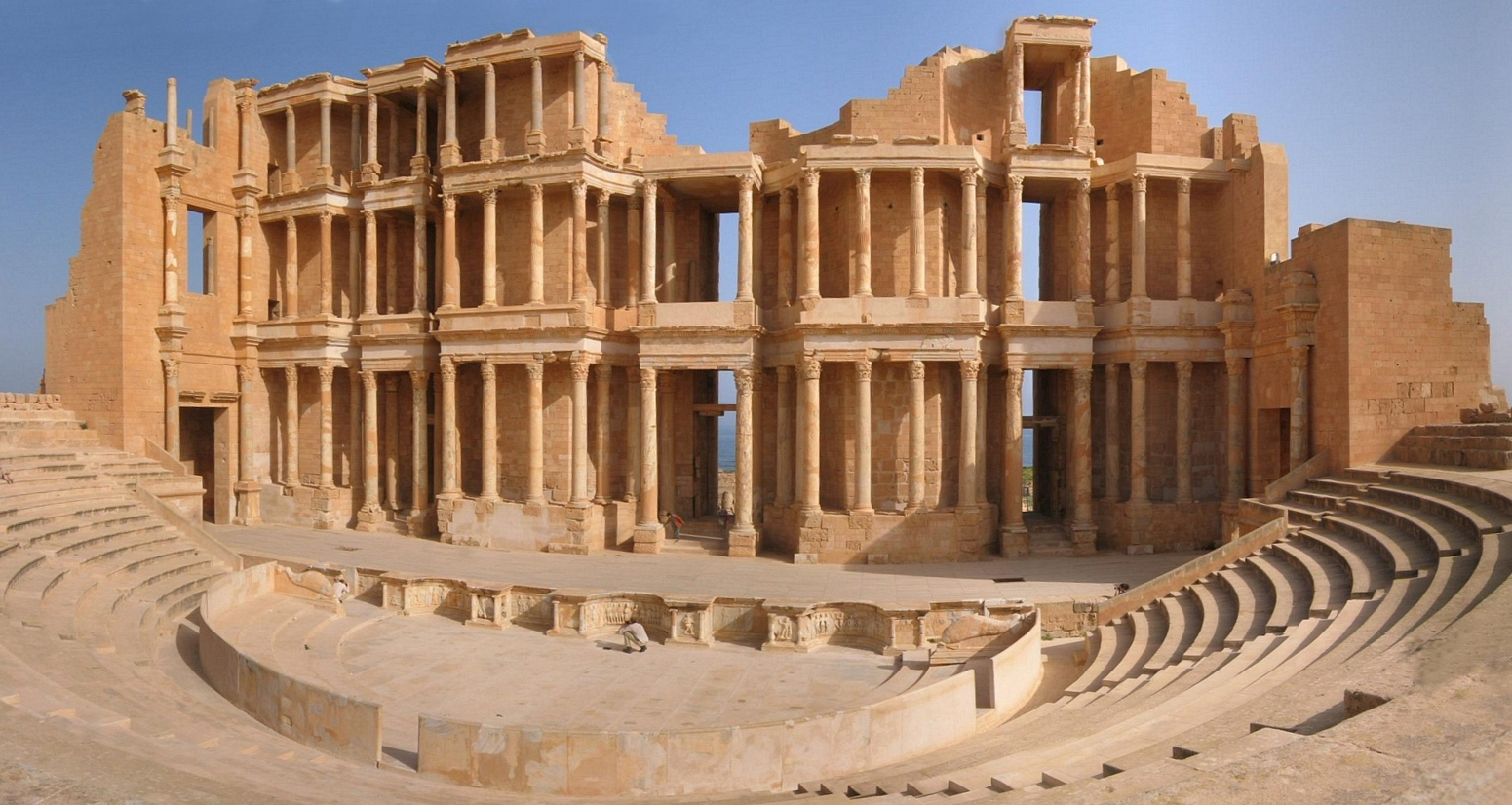
Руїни театру давньоримського міста Сабрата на захід від Триполі.

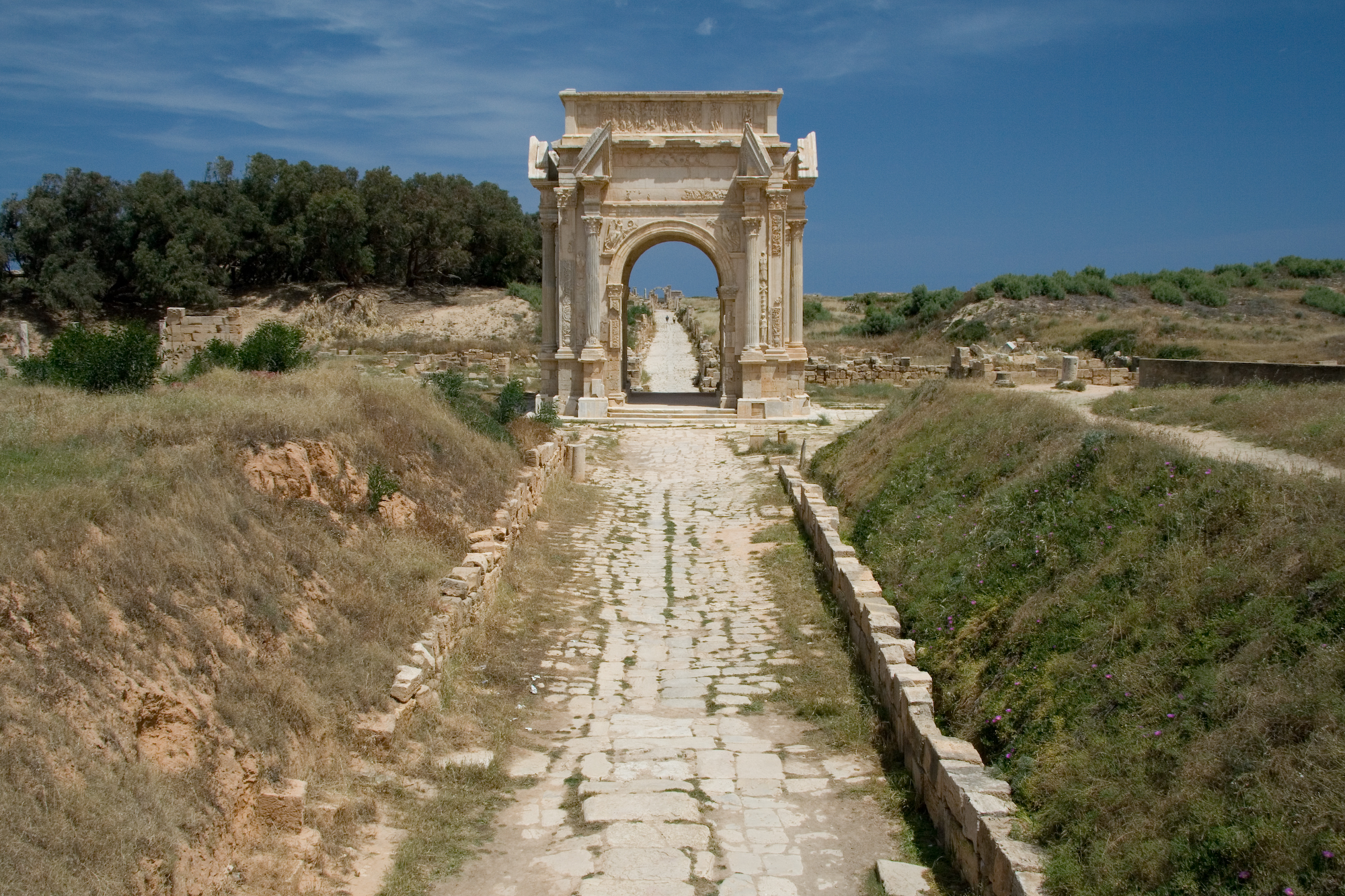
Арка римського імператора Луція Септимія Севера (146-211) у Лептіс-Магна

## Доісторичний період
Археологами засвідчена поява людини на території сучасної Лівії в добу палеоліту. Найдавніша стоянка первісних людей знайдена в печері Хауа-Фтеах на півночі Киренаїки. Там знайдені рештки неандертальця. Виявлені також стоянки людей атерійської та іберо-мавританської культур пізнього палеоліту і мезоліту і капсійської археологічної культури неоліту. В Лівії є зразки наскельного мистецтва Сахари 6-3 тис. до н.е., в той час, коли як такої - пустелі Сахара ще не існувало. Це наскельні малюнки в горах Ель-Увейнат на кордоні з Єгиптом та в Тадрарт-Акакус в районі м.Гат біля кордону з Алжиром.

## Давня історія
Найдавнішим свідченням берберського переселення є єгипетські написи Стародавнього Царства (близько 2700-2200 рр. до н е.). У цей час берберські племена, одне з яких написи ідентифікують як «Леву», або «лівійців», нападали на дельту Нілу із заходу і намагалися там оселитися. У період Середнього царства (близько 2200- 1700 рр. до н е.) фараонам вдалося підкорити собі цих східних берберів і змусити їх платити данину. Багато берберів служили в армії фараона і досягали високих посад в державній ієрархії. Один з офіцерів берберського походження захопив владу в Єгипті близько 950 року до н. е. і правил під ім'ям Шешонк I. Заснована ним і наступна - двадцять друга і двадцять третя - династії називаються в літературі «лівійськими».
Відмінності між двома основними областями країни — Триполітанією і Киренаїкою — походять своїм корінням ще з античних часів. У 4 ст. до н.е. Киренаїка була колонізована греками, потім завойована армією Александра Македонського, пізніше знаходилася під управлінням династії Птолемеїв і вже від них у 96 до н.е. відійшла до Римської імперії. До складу римської провінції Киренаїка входив також острів Крит. Триполітанія ж спочатку знаходилася в зоні впливу Фінікії, а потім Карфагену. Кінець кінцем обидві області перетворилися на володіння Римської імперії, проте при її розділі Киренаїка увійшла до складу східних володінь, тоді як Триполітанія залишалася під безпосереднім управлінням Риму.
У 455 р. із заходу на територію Лівії напали вандали, але в 533 р. війська імператора Юстиніана зуміли витіснити їх з країни. У 642–644 рр. до Лівії вторглася арабська кіннота, і країна увійшла до складу Арабського халіфату, проте аж до 11 столітті місцеве населення не було повністю наверненим в іслам. Після арабського завоювання Киренаїка все більше зближувалася з Єгиптом, тоді як Триполітанія ставала частиною західного арабського світу (Магриба).

## Ісламський період і османське правління
Між 1517 і 1577 рр. Лівія була завойована Османською імперією і до 1711 р. знаходилася під управлінням намісників із Стамбулу. У 1711–1835 роках в Лівії затвердилась місцева династія Караманли, що номінально зберігала вірність султанові. Завоювання Алжиру французами в 1830 році стримало піратство і послужило непрямою причиною загибелі незалежності Триполі: перетворивши Туніс в просту османську провінцію, султан Махмуд II скористався потім суперечкою за престол в Триполі між дядьком і племінником (1835), таким чином країна перейшла під пряме правління імперії Османа. Султан особисто призначав валу, який володів всією повнотою влади в Лівії, перетвореній на вілайєт (провінцію).

## Італійське правління
Італія почала м'яку колонізацію Північної Африки ще з середини 19 століття. Спочатку італійські зусилля були сконцентровані на Триполі та Тунісі, але після захоплення Тунісу Францію італійці почали займатися територією на схід від Тунісу. Оскільки сама Оттоманська Імперія не дуже добре контролювала цю територію, тривалий час ця ситуація не викликала особливого занепокоєння.
Політика Оттоманської Імперії зазнала значних змін у 1908 році під час приходу до влади младотурків. Ці протиріччя призвели до війни між Італією та Туреччиною 1911-1912 року. За наслідками війни італо-турецька угода визнавала Лівію як оттоманські провінції на чолі з представником султана, де керування здійснювалося італійцями.
Низка помилок у 1911-1915 роках призвела до швидкого погіршення стосунків з мешканцями Лівії, особливо її південної частини. На території Лівії почалися масові повстання, і Італія втратила контроль над частиною районів, які вона контролювала до цього. Крім того, у 1915 році оттоманському уряду вдалося підбити до початку активних бойових дій проти британських військ в Єгипті суфістський орден Сенуссі, який де-факто контролював південний схід Лівії. Орден Сенуссі розпочав бойові дії і проти італійців. Після того, як у 1915 році Оттоманська імперія надала відверту бойову допомогу Сенуссі, Італія розпочала війну проти оттоманців у Першій світовій війні та вийшла з угоди про управління Лівією як провінцією Оттоманської імперії.
Орден Сенуссі зазнав поразки у боях з британською армією; це призвело до зміни голови ордену на про-британського Еміра Ідріса та покращення стосунків між Сенуссі та Британією.
У 1918 році на території Лівії італійці розпочали політику примирення; було утворено залежну від Італії Триполітанську Республіку, а на території Киренаїки розпочав роботу парламент. Італійці спробували укласти низку угод з Сенуссі, але непослідовні та необачні дії італійців не призвели до довіри до них з боку мешканців Лівії, особливо її південних регіонів.
В період між 1919-1926 роками італійці формалізували лівійсько-єгипетський кордон; території Сенуссі, на які ще з 19 століття претендувала Велика Британія та Єгипет, формально перейшли під контроль Італії.
Метрична система прийнята в Лівії на заміну лівійських одиниць виміру в 1927 році 
До 1922 р. італійцям вдавалося зберігати контроль лише над деякими прибережними районами. Після приходу до влади фашистів в Італії політика щодо Лівії сильно змінилася. Управління Лівією перейшло до колоніальної адміністрації Італії, самоврядування було скасовано, і в 1924 році Лівію адміністративно поділили на Триполітанію, Киренаїку та Південний військовий район Лівії. Італійська армія розпочала активні бойові дії спочатку в Триполітанії (західній Лівії), а потів - в Киренаїці проти військ Сенуссі. Кампанія формально закінчилася у 1931 році після захоплення головного міста ордену Сенуссі Куфри, але партизанські дії проти італийців закінчилися лише ближче до 1935 року.
До 1934 р. Киренаїка і Триполітанія вважалися окремими колоніями Італії, хоч і знаходилися певний час під управлінням одного генерал-губернатора. У 1934 році італійці об'єднали Лівію в єдину колонію, а в 1939р. Лівія була формально включена до складу Італії.

## Друга світова війна
У роки Другої світової війни Лівія стала ареною запеклих військових дій. Основними місцями сутичок були Тобрук на кордоні з про-британським Єгиптом, та Куфра в південно-східній Лівії, яка була важливим аеропортом для логістики італійських військ в Сомалі. Поразка італійців під Тобруком від англійських військ у 1940 році призвела до появи німецьких військ на чолі з Роммелем, який відбив її в 1941 році. У 1941 році війська Вільної Західної Африки захопили Куфру, а повторне захоплення Тобруку в 1942 році англо-французькими військами відкрили шлях до звільнення середземноморської Лівії. В 1942-1943 році французькі війська на чолі з Леклерком захопили провінцію Феззан на південному заході Лівії, яка у 1943 році ввійшла до складу французького Алжиру. До 1945 року країна була під контролем Англії і Франції.
У 1946 році Лівія почала переходити до цивільного життя. Хоча Франція наполягала на постійному приєднанні Феззану до Алжиру, ця пропозиція не отримала підтримки, і в 1946 році Феззан знову став територією під військовим контролем Франції; в той же час, британські війська утворили територію Триполітанія на північному заході, та територію Киренаїка, яка займала весь схід Лівії. Киренаїка стала незалежною монархією в 1949 році з еміром Ідрісом, головою ордену Сенуссі, на чолі.
За мирним договором 1947р., Італія позбулася всіх прав на територію своєї колишньої колонії, доля якої повинна була зважитися в ході переговорів між Францією, Великою Британією, США і СРСР. Передбачалося, що, якщо протягом року великі держави не зможуть дійти до прийнятної угоди, долю країни вирішуватиме ООН. У листопаді 1949р. Генеральна асамблея ООН ухвалила рішення про надання Лівії незалежності до 1 січня 1952. У 1950–1951рр. проходила робота Національних засновницьких зборів, до складу яких увійшло рівне число представників від всіх трьох областей країни. Депутати зборів прийняли конституцію і в грудні 1951р. затвердили королем Лівії еміра Киренаїки Мухаммеда Ідріса ас-сенуси.

## Сучасна історія

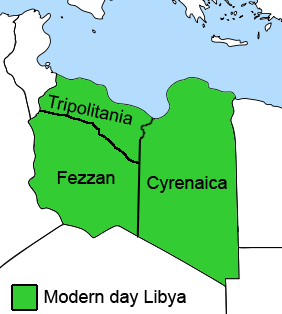
Провінції країни до 1963 р

### Королівство
24 грудня 1951р. було проголошено незалежне федеральне королівство, до якого увійшли провінції Киренаїка, Триполітанія і Феццан а королем став емір Киренаїки, потім також Триполітанії Ідрис I. Незалежна Лівія отримала в спадок дуже бідне і в основному безграмотне населення. У обмін на істотну економічну і технічну допомогу уряд Лівії дозволив США і Великій Британії зберегти свої військові бази на території країни. Оскільки в країні не вистачало юристів і педагогів, на державну службу були запрошені фахівці з Єгипту. Друге десятиліття незалежного шляху розвитку країни разюче відрізнялося від першого. Надходження, що хлинули до Лівії, від експорту нафти дозволили уряду відмовитися від іноземної допомоги, і воно розірвало угоду про збереження американських і англійських військових баз на її території.
У 1963р. був скасован федеральний устрій, що враховував особливості історичного розвитку і традиції трьох частин країни, і Лівія була оголошена унітарною державою.

### Джамахірія

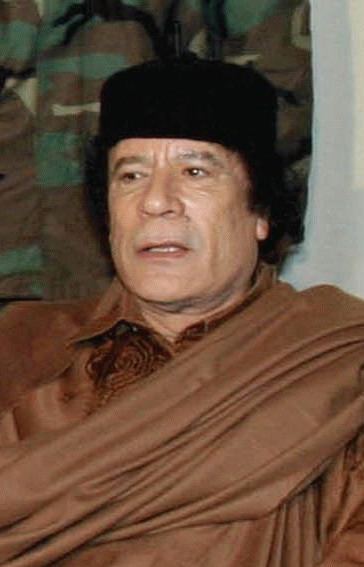
Муаммар Каддафі (9 грудня 2003)

1 вересня 1969р. група молодих армійських офіцерів на чолі з Муаммаром Каддафі повалила режим короля Ідриса I. Країна отримала назву Лівійська Арабська Республіка, вся повнота влади перейшла до Ради революційного командування. Каддафі керував країною відповідно до проголошеного ним принципу «ісламського соціалізму» і був повний рішучості зменшити залежність Лівії від іноземного впливу.
До 1973р. у власність держави перейшов 51% акцій всіх іноземних нафтових компаній. Важливим кроком з'явилася націоналізація роздрібної мережі збуту нафтопродуктів і газу, а також введення державної монополії на експорт нафтопродуктів. За ініціативою Каддафі в країні здійснювався процес зміцнення національного суверенітету: іноземні військові бази були виведені з Лівії, здійснена націоналізація іноземного майна, введений контроль за виробництвом і збутом нафті. Багато керівних постів в економіці і інших сферах життя зайняли громадяни країни. В середині 1970-х років після погіршення відносин з Єгиптом багато єгиптян, що працювали в Лівії, було вимушено її покинути. У 1977р. М.Каддафі, що посідав посаду генерального секретаря Загального народного конгресу, став розділом держави. У країні активізувалися заходи по витісненню приватного капіталу з роздрібної і оптової торгівлі і ліквідації приватного володіння нерухомістю. Каддафі проголосив зовнішньополітичний курс на надання активної допомоги «революційним рухам і режимам, протидіючому імперіалізму і колоніалізму», і надавав підтримку міжнародному тероризму.

### Повстання в Лівії

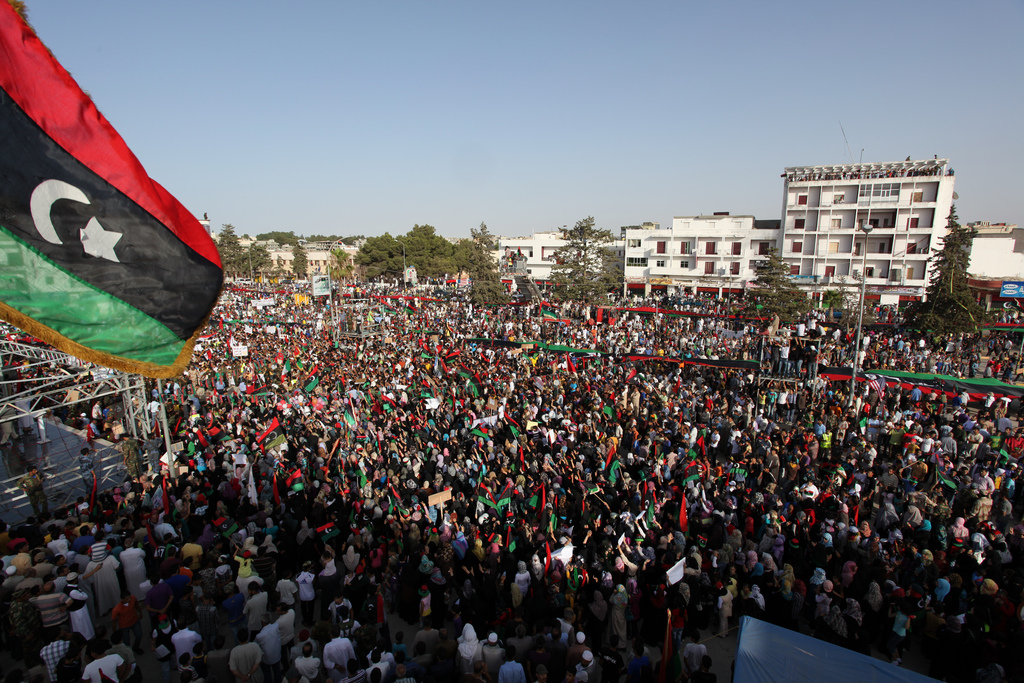
Демонстрації в місті Аль-Байда, 22 липня 2011

17 лютого 2011 року під впливом революцій в Тунісі та Єгипті в Лівії пройшов «День гніву» - масові антиурядові демонстрації, жорстоко придушуються поліцією. Цей день став початком масових заворушень, що переросли в громадянську війну між прихильниками і противниками режиму Каддафі.
27 лютого 2011 року в Бенгазі повстанцями був утворена Національна перехідна рада (ПНС), яка звернулася за військовою й дипломатичною підтримкою до країн НАТО.
На березень 2011 року масові повстання перейшли у стан громадянської війни, водночас з іншими подіями так званої «Арабської весни». 17 березня 2011 року ООН вирішила вдатися до серії заходів по захисту цивільного населення Лівії, в тому й заборонити польоти Каддафієвої авіації над Лівією.
27 червня 2011 року Міжнародний кримінальний суд видав ордер на арешт Муаммара Каддафі разом із його сином, а також голови розвідки, звинувативши їх у злочинах проти людяності впродовж громадянської війни в Лівії. Довгий час він переховувався.
20 жовтня 2011 року агенція Reuters із посиланням на представника Національної тимчасової ради, повідомила, що Муаммар Каддафі, якого захоплено в місті Сирт, помер від поранень, яких він мав декілька — в обидві ноги та голову. Місто Сирт було останнім оплотом прихильників Каддафі. Його захоплено раніше, в четвер, 19 жовтня.

### Лівія після повалення Каддафі
9 серпня 2012 року Національна перехідна рада офіційно передала владу обраному за місяць перед цим парламенту країни - Загальному національному конгресу.
У 2014 р. в Лівії відбувся розкол, почалась друга громадянська війна.